# Franciska Gaal
Franciska Gaal (née le 1er février 1901, 1903 ou 1904 – morte le 13 août 1972 ou le 2 janvier 1973) est une artiste hongroise de cabaret et actrice de cinéma. Après avoir débuté en Europe, elle a fait une partie de sa carrière à Hollywood en y faisant trois films.

## Biographie

### Débuts
Née Szidónia Silberspitz à Budapest, Joe Pasternak la fait connaître en tant que chanteuse dans l'entre-deux-guerres. Elle fait ses premières apparitions dans des films muets hongrois au début des années 1920, mais sa carrière au cinéma ne décolle pas avant l'arrivée du cinéma parlant.

### Carrière à Hollywood
Après être apparue dans plusieurs films tournés en Hongrie, en Allemagne et en Autriche — dont deux ont été réalisés par Henry Koster — elle part pour Hollywood afin de jouer dans un film de Cecil B. De Mille, Les Flibustiers, aux côtés de Fredric March. Elle joue ensuite dans la comédie The Girl Downstrairs (1938) avec Franchot Tone, un remake de son succès autrichien  Catherine the Last. En 1939, Gaal est à l'affiche avec Bing Crosby dans la comédie musicale Paris Honeymoon.

### Fin de carrière
Elle retourne à Budapest en raison de la maladie de sa mère, et y reste au cours de la Seconde Guerre mondiale.
En 1946, elle commence à travailler sur un nouveau film à Budapest, Renee XIV, mais le tournage est interrompu en cours de production et ne sera jamais achevé. Elle retourne aux États-Unis en 1947, mais ce retour suscite peu d'intérêt à Hollywood. En 1951, elle arrive à Broadway pour remplacer Eva Gabor dans The Happy Time.
Elle meurt à New York en 1972 ou 1973.

## Filmographie partielle
- 1932 : Paprika
- 1933 : Tout mon coeur Veronika (Gruß und Kuß - Veronika) de Carl Boese
- 1933 : Scandale à Budapest
- 1934 : Peter
- 1934 : A Precocious Girl
- 1934 : Spring Parade
- 1935 : Little Mother
- 1936 : Catherine the Last
- 1936 : Fräulein Lilli
- 1938 : La P'tite d'en bas (The Girl Downstairs) de Norman Taurog
- 1938 : Les Flibustiers de Cecil B. DeMille
- 1939 : Paris Honeymoon de Frank Tuttle
- 1946 : Renee XIV (inachevé)